# Campeonato Mundial de Atletismo em Pista Coberta de 2016 - 1500 m feminino
A prova dos 1500 metros feminino do Campeonato Mundial de Atletismo em Pista Coberta de 2016 ocorreu entre 18 e 19 de março em Portland, nos Estados Unidos.

## Recordes
Antes desta competição, os recordes mundiais e do campeonato nesta prova eram os seguintes:
|    | Nome           | Nacionalidade | Tempo     | Local               | Data                   |
| -- | -------------- | ------------- | --------- | ------------------- | ---------------------- |
| WR | Genzebe Dibaba | Etiópia       | 3m 55s 17 | Karlsruhe, Alemanha | 1 de fevereiro de 2014 |
| CR | Gelete Burka   | Etiópia       | 3m 59s 75 | Valência, Espanha   | 9 de março de 2008     |

## Medalhistas
| Ouro               | Prata              | Bronze             |
| Sifan Hassan (NED) | Dawit Seyaum (ETH) | Gudaf Tsegay (ETH) |

## Resultados

### Eliminatórias
Qualificação: 3 atletas de cada bateria  (Q) mais os 3 melhores qualificados (q).  
| Colocação | Bateria | Nome                 | Nacionalidade  | Tempo         | Notas |
| --------- | ------- | -------------------- | -------------- | ------------- | ----- |
| 1         | 2       | Sifan Hassan         | Países Baixos  | 4 min 07 s 28 | Q     |
| 2         | 2       | Gudaf Tsegay         | Etiópia        | 4 min 07 s 98 | Q     |
| 3         | 1       | Dawit Seyaum         | Etiópia        | 4 min 09 s 05 | Q     |
| 4         | 2       | Danuta Urbanik       | Polónia        | 4 min 09 s 41 | Q, SB |
| 5         | 1       | Axumawit Embaye      | Etiópia        | 4 min 09 s 43 | Q     |
| 6         | 1       | Brenda Martinez      | Estados Unidos | 4 min 09 s 75 | Q     |
| 7         | 2       | Melissa Duncan       | Austrália      | 4 min 10 s 40 | q     |
| 8         | 1       | Renata Pliś          | Polónia        | 4 min 10 s 44 | q     |
| 9         | 1       | Violah Cheptoo Lagat | Quênia         | 4 min 10 s 77 | q, SB |
| 10        | 1       | Rababe Arafi         | Marrocos       | 4 min 10 s 82 |       |
| 11        | 1       | Kristiina Mäki       | Chéquia        | 4 min 11 s 28 | PB    |
| 12        | 2       | Gabriela Stafford    | Canadá         | 4 min 11 s 46 | SB    |
| 13        | 2       | Cory McGee           | Estados Unidos | 4 min 11 s 62 |       |
| 14        | 1       | Sarah Lahti          | Suécia         | 4 min 11 s 68 | PB    |
| 15        | 2       | Claudia Bobocea      | Roménia        | 4 min 12 s 38 |       |
| 16        | 2       | Luiza Gega           | Albânia        | 4 min 16 s 12 |       |
| 17        | 1       | Rose-Anne Galligan   | Irlanda        | 4 min 16 s 84 |       |
| 18        | 1       | Nicole Sifuentes     | Canadá         | 4 min 17 s 24 | SB    |
| 19        | 2       | Beatha Nishimwe      | Ruanda         | 4 min 19 s 39 | NR    |
| 20        | 2       | Tamara Armoush       | Jordânia       | 4 min 37 s 61 | NR    |

### Final
A final ocorreu dia 19 de março. 
| Colocação         | Nome                 | Nacionalidade  | Tempo         | Notas |
| ----------------- | -------------------- | -------------- | ------------- | ----- |
| Medalha de ouro   | Sifan Hassan         | Países Baixos  | 4 min 04 s 96 |       |
| Medalha de prata  | Dawit Seyaum         | Etiópia        | 4 min 05 s 30 |       |
| Medalha de bronze | Gudaf Tsegay         | Etiópia        | 4 min 05 s 71 |       |
| 4                 | Axumawit Embaye      | Etiópia        | 4 min 09 s 37 |       |
| 5                 | Brenda Martinez      | Estados Unidos | 4 min 09 s 57 |       |
| 6                 | Melissa Duncan       | Austrália      | 4 min 09 s 69 |       |
| 7                 | Renata Pliś          | Polónia        | 4 min 10 s 14 |       |
| 8                 | Violah Cheptoo Lagat | Quênia         | 4 min 10 s 45 | SB    |
| 9                 | Danuta Urbanik       | Polónia        | 4 min 12 s 59 |       |

Legenda
| Recorde mundial       | Recorde mundial (World record)               |                       | Recorde africano                      | Recorde africano (African) |                                           | Q | Classificado por posição (Qualified) |
| Recorde do campeonato | Recorde do campeonato (Championship record)  | Recorde da América    | Recorde da América (Americas)         | q                          | Classificado por melhor tempo (Qualified) |   |                                      |
| Melhor marca do ano   | Melhor marca do ano (World leading)          | Recorde asiático      | Recorde asiático (Asian)              | DNS                        | Não largou (Did not start)                |   |                                      |
| Recorde nacional      | Recorde nacional (National record)           | Recorde europeu       | Recorde europeu (European)            | DNF                        | Não terminou (Did not finish)             |   |                                      |
| Recorde pessoal       | Recorde pessoal do atleta (Personal best)    | Recorde da Oceania    | Recorde da Oceania (Oceania)          | DSQ / DQ                   | Desclassificado (Disqualified)            |   |                                      |
| Recorde da temporada  | Recorde da temporada do atleta (Season best) | Recorde sul-americano | Recorde sul-americano (South America) | NM                         | Sem marca (No mark)                       |   |                                      |